# Nephilingis
Nephilingis is een geslacht van spinnen uit de familie van de wielwebspinnen (Araneidae).

## Soorten
- Nephilingis borbonica (Vinson, 1863)
- Nephilingis cruentata (Fabricius, 1775)
- Nephilingis dodo (Kuntner & Agnarsson, 2011)
- Nephilingis livida (Vinson, 1863)